# Raibere
Raibere (Rai Bere) ist eine osttimoresische Siedlung im Suco Leolima (Verwaltungsamt Hato-Udo, Gemeinde Ainaro).

## Geographie
Raibere ist ein Dorf an der Westgrenze der Aldeia Goulau, in einer Meereshöhe von 225 m. Jenseits des Flusses Belulik befindet sich der Suco Suro-Craic (Verwaltungsamt Ainaro). Über eine Brücke verbindet eine Straße Raibere mit den westlichen Nachbarorten Ailau und Suro-Craic. Eine weitere Straße führt nach Süden nach Mausoe und weiter in den Hauptort von Leolima, dem Siedlungszentrum Hato-Udo. Die Straße nach Norden führt an die Nordgrenze von Leolima und Goulau, in den Ort Goulau.